# Üzümlü (district)
Üzümlü is een Turks district in de provincie Erzincan en telt 13.313 inwoners (2007). Het district heeft een oppervlakte van 578,3 km². Hoofdplaats is Üzümlü.
De bevolkingsontwikkeling van het district is weergegeven in onderstaande tabel.
| 1997   | 2000   | 2007   |
| ------ | ------ | ------ |
| 38.500 | 49.928 | 13.313 |